# Ligue des champions féminine de l'UEFA 2010-2011
Navigation
Édition précédente Édition suivante
La Ligue des champions féminine de l'UEFA 2010-2011 est la dixième édition de la plus importante compétition inter-clubs européenne de football féminin. 
Elle se déroule lors de la saison 2010-2011 et oppose les vainqueurs des différents championnats européens de la saison précédente ainsi que les dauphins des huit meilleurs championnats.
La finale se déroule au Craven Cottage à Londres et voit la victoire de l'Olympique lyonnais face au FFC Turbine Potsdam, le tenant du titre, sur le score de deux buts à zéro.

## Participants
Le schéma de qualification de la Ligue des champions féminine de l'UEFA 2010-2011 est le suivant :
- les vingt-trois meilleures associations les mieux classées au coefficient UEFA à l'issue de la saison 2008-2009 ont leurs clubs champion qualifié directement pour les seizièmes de finale,
- les vingt autres associations présentant un club pour cette compétition passe par une phase de qualification en compagnie des vice-champions des huit meilleures associations, pour rejoindre les vingt-cinq autres équipes.

Contrairement à la Ligue des champions masculine, les fédérations européennes ne présentent pas toutes une équipe, donc le nombre exact d'équipes n'est pas fixé jusqu'à ce que la liste d'accès soit complètement connue.
| Seizièmes de finale | Seizièmes de finale | Seizièmes de finale | Seizièmes de finale | Seizièmes de finale | Seizièmes de finale | Seizièmes de finale | Seizièmes de finale | Seizièmes de finale | Seizièmes de finale | Seizièmes de finale | Seizièmes de finale | Seizièmes de finale | Seizièmes de finale | Seizièmes de finale | Seizièmes de finale |
| --- | --- | --- | --- | --- | --- | --- | --- | --- | --- | --- | --- | --- | --- | --- | --- |
| - FFC Turbine Potsdam Champion d'Allemagne 2009-2010 - Linköpings FC Champion de Suède 2009 - Olympique lyonnais Champion de France 2009-2010 - Arsenal LFC Champion d'Angleterre 2009-2010 - Zvezda 2005 Champion de Russie 2009 - Fortuna Hjørring Champion du Danemark 2009-2010 - Torres CF Champion d'Italie 2009-2010 - Valur Reykjavik Champion d'Islande 2009 - Røa IL Champion de Norvège 2009 - Rayo Vallecano Champion d'Espagne 2009-2010 - AC Sparta Prague Champion de République tchèque 2009-2010 - Zvyazda-BDU Minsk Champion de Biélorussie 2009 | - FFC Turbine Potsdam Champion d'Allemagne 2009-2010 - Linköpings FC Champion de Suède 2009 - Olympique lyonnais Champion de France 2009-2010 - Arsenal LFC Champion d'Angleterre 2009-2010 - Zvezda 2005 Champion de Russie 2009 - Fortuna Hjørring Champion du Danemark 2009-2010 - Torres CF Champion d'Italie 2009-2010 - Valur Reykjavik Champion d'Islande 2009 - Røa IL Champion de Norvège 2009 - Rayo Vallecano Champion d'Espagne 2009-2010 - AC Sparta Prague Champion de République tchèque 2009-2010 - Zvyazda-BDU Minsk Champion de Biélorussie 2009 | - FFC Turbine Potsdam Champion d'Allemagne 2009-2010 - Linköpings FC Champion de Suède 2009 - Olympique lyonnais Champion de France 2009-2010 - Arsenal LFC Champion d'Angleterre 2009-2010 - Zvezda 2005 Champion de Russie 2009 - Fortuna Hjørring Champion du Danemark 2009-2010 - Torres CF Champion d'Italie 2009-2010 - Valur Reykjavik Champion d'Islande 2009 - Røa IL Champion de Norvège 2009 - Rayo Vallecano Champion d'Espagne 2009-2010 - AC Sparta Prague Champion de République tchèque 2009-2010 - Zvyazda-BDU Minsk Champion de Biélorussie 2009 | - FFC Turbine Potsdam Champion d'Allemagne 2009-2010 - Linköpings FC Champion de Suède 2009 - Olympique lyonnais Champion de France 2009-2010 - Arsenal LFC Champion d'Angleterre 2009-2010 - Zvezda 2005 Champion de Russie 2009 - Fortuna Hjørring Champion du Danemark 2009-2010 - Torres CF Champion d'Italie 2009-2010 - Valur Reykjavik Champion d'Islande 2009 - Røa IL Champion de Norvège 2009 - Rayo Vallecano Champion d'Espagne 2009-2010 - AC Sparta Prague Champion de République tchèque 2009-2010 - Zvyazda-BDU Minsk Champion de Biélorussie 2009 | - FFC Turbine Potsdam Champion d'Allemagne 2009-2010 - Linköpings FC Champion de Suède 2009 - Olympique lyonnais Champion de France 2009-2010 - Arsenal LFC Champion d'Angleterre 2009-2010 - Zvezda 2005 Champion de Russie 2009 - Fortuna Hjørring Champion du Danemark 2009-2010 - Torres CF Champion d'Italie 2009-2010 - Valur Reykjavik Champion d'Islande 2009 - Røa IL Champion de Norvège 2009 - Rayo Vallecano Champion d'Espagne 2009-2010 - AC Sparta Prague Champion de République tchèque 2009-2010 - Zvyazda-BDU Minsk Champion de Biélorussie 2009 | - FFC Turbine Potsdam Champion d'Allemagne 2009-2010 - Linköpings FC Champion de Suède 2009 - Olympique lyonnais Champion de France 2009-2010 - Arsenal LFC Champion d'Angleterre 2009-2010 - Zvezda 2005 Champion de Russie 2009 - Fortuna Hjørring Champion du Danemark 2009-2010 - Torres CF Champion d'Italie 2009-2010 - Valur Reykjavik Champion d'Islande 2009 - Røa IL Champion de Norvège 2009 - Rayo Vallecano Champion d'Espagne 2009-2010 - AC Sparta Prague Champion de République tchèque 2009-2010 - Zvyazda-BDU Minsk Champion de Biélorussie 2009 | - FFC Turbine Potsdam Champion d'Allemagne 2009-2010 - Linköpings FC Champion de Suède 2009 - Olympique lyonnais Champion de France 2009-2010 - Arsenal LFC Champion d'Angleterre 2009-2010 - Zvezda 2005 Champion de Russie 2009 - Fortuna Hjørring Champion du Danemark 2009-2010 - Torres CF Champion d'Italie 2009-2010 - Valur Reykjavik Champion d'Islande 2009 - Røa IL Champion de Norvège 2009 - Rayo Vallecano Champion d'Espagne 2009-2010 - AC Sparta Prague Champion de République tchèque 2009-2010 - Zvyazda-BDU Minsk Champion de Biélorussie 2009 | - FFC Turbine Potsdam Champion d'Allemagne 2009-2010 - Linköpings FC Champion de Suède 2009 - Olympique lyonnais Champion de France 2009-2010 - Arsenal LFC Champion d'Angleterre 2009-2010 - Zvezda 2005 Champion de Russie 2009 - Fortuna Hjørring Champion du Danemark 2009-2010 - Torres CF Champion d'Italie 2009-2010 - Valur Reykjavik Champion d'Islande 2009 - Røa IL Champion de Norvège 2009 - Rayo Vallecano Champion d'Espagne 2009-2010 - AC Sparta Prague Champion de République tchèque 2009-2010 - Zvyazda-BDU Minsk Champion de Biélorussie 2009 | - AZ Alkmaar Champion des Pays-Bas 2009-2010 - SV Neulengbach Champion d'Autriche 2009-2010 - Saint-Trond VV Champion de Belgique 2009-2010 - CSHVSM Kairat Champion de Kazakhstan 2009 - RTP Unia Racibórz Champion de Pologne 2009-2010 - FCF Zürich Champion de Suisse 2009-2010 - ŽFK Mašinac PZP Niš Champion de Serbie 2009-2010 - FC Legenda Tchernihiv Champion d'Ukraine 2009-2010 - Åland United Champion de Finlande 2009 - PAOK Salonique Champion de Grèce 2009-2010 - MTK Budapest (en) Champion de Hongrie 2007-2009 | - AZ Alkmaar Champion des Pays-Bas 2009-2010 - SV Neulengbach Champion d'Autriche 2009-2010 - Saint-Trond VV Champion de Belgique 2009-2010 - CSHVSM Kairat Champion de Kazakhstan 2009 - RTP Unia Racibórz Champion de Pologne 2009-2010 - FCF Zürich Champion de Suisse 2009-2010 - ŽFK Mašinac PZP Niš Champion de Serbie 2009-2010 - FC Legenda Tchernihiv Champion d'Ukraine 2009-2010 - Åland United Champion de Finlande 2009 - PAOK Salonique Champion de Grèce 2009-2010 - MTK Budapest (en) Champion de Hongrie 2007-2009 | - AZ Alkmaar Champion des Pays-Bas 2009-2010 - SV Neulengbach Champion d'Autriche 2009-2010 - Saint-Trond VV Champion de Belgique 2009-2010 - CSHVSM Kairat Champion de Kazakhstan 2009 - RTP Unia Racibórz Champion de Pologne 2009-2010 - FCF Zürich Champion de Suisse 2009-2010 - ŽFK Mašinac PZP Niš Champion de Serbie 2009-2010 - FC Legenda Tchernihiv Champion d'Ukraine 2009-2010 - Åland United Champion de Finlande 2009 - PAOK Salonique Champion de Grèce 2009-2010 - MTK Budapest (en) Champion de Hongrie 2007-2009 | - AZ Alkmaar Champion des Pays-Bas 2009-2010 - SV Neulengbach Champion d'Autriche 2009-2010 - Saint-Trond VV Champion de Belgique 2009-2010 - CSHVSM Kairat Champion de Kazakhstan 2009 - RTP Unia Racibórz Champion de Pologne 2009-2010 - FCF Zürich Champion de Suisse 2009-2010 - ŽFK Mašinac PZP Niš Champion de Serbie 2009-2010 - FC Legenda Tchernihiv Champion d'Ukraine 2009-2010 - Åland United Champion de Finlande 2009 - PAOK Salonique Champion de Grèce 2009-2010 - MTK Budapest (en) Champion de Hongrie 2007-2009 | - AZ Alkmaar Champion des Pays-Bas 2009-2010 - SV Neulengbach Champion d'Autriche 2009-2010 - Saint-Trond VV Champion de Belgique 2009-2010 - CSHVSM Kairat Champion de Kazakhstan 2009 - RTP Unia Racibórz Champion de Pologne 2009-2010 - FCF Zürich Champion de Suisse 2009-2010 - ŽFK Mašinac PZP Niš Champion de Serbie 2009-2010 - FC Legenda Tchernihiv Champion d'Ukraine 2009-2010 - Åland United Champion de Finlande 2009 - PAOK Salonique Champion de Grèce 2009-2010 - MTK Budapest (en) Champion de Hongrie 2007-2009 | - AZ Alkmaar Champion des Pays-Bas 2009-2010 - SV Neulengbach Champion d'Autriche 2009-2010 - Saint-Trond VV Champion de Belgique 2009-2010 - CSHVSM Kairat Champion de Kazakhstan 2009 - RTP Unia Racibórz Champion de Pologne 2009-2010 - FCF Zürich Champion de Suisse 2009-2010 - ŽFK Mašinac PZP Niš Champion de Serbie 2009-2010 - FC Legenda Tchernihiv Champion d'Ukraine 2009-2010 - Åland United Champion de Finlande 2009 - PAOK Salonique Champion de Grèce 2009-2010 - MTK Budapest (en) Champion de Hongrie 2007-2009 | - AZ Alkmaar Champion des Pays-Bas 2009-2010 - SV Neulengbach Champion d'Autriche 2009-2010 - Saint-Trond VV Champion de Belgique 2009-2010 - CSHVSM Kairat Champion de Kazakhstan 2009 - RTP Unia Racibórz Champion de Pologne 2009-2010 - FCF Zürich Champion de Suisse 2009-2010 - ŽFK Mašinac PZP Niš Champion de Serbie 2009-2010 - FC Legenda Tchernihiv Champion d'Ukraine 2009-2010 - Åland United Champion de Finlande 2009 - PAOK Salonique Champion de Grèce 2009-2010 - MTK Budapest (en) Champion de Hongrie 2007-2009 | - AZ Alkmaar Champion des Pays-Bas 2009-2010 - SV Neulengbach Champion d'Autriche 2009-2010 - Saint-Trond VV Champion de Belgique 2009-2010 - CSHVSM Kairat Champion de Kazakhstan 2009 - RTP Unia Racibórz Champion de Pologne 2009-2010 - FCF Zürich Champion de Suisse 2009-2010 - ŽFK Mašinac PZP Niš Champion de Serbie 2009-2010 - FC Legenda Tchernihiv Champion d'Ukraine 2009-2010 - Åland United Champion de Finlande 2009 - PAOK Salonique Champion de Grèce 2009-2010 - MTK Budapest (en) Champion de Hongrie 2007-2009 |
| Phase de qualification | | | | | | | | | | | | | | | |
| - FCR Duisbourg Vice-champion d'Allemagne 2009-2010 - Umeå IK Vice-champion de Suède 2009 - FCF Juvisy Vice-champion de France 2009-2010 - Everton LFC Vice-champion d'Angleterre 2009-2010 - WFC Rossiyanka Vice-champion de Russie 2009 - Brøndby IF Vice-champion du Danemark 2009-2010 - ASDCF Bardolino Vérone Vice-champion d'Italie 2009-2010 - Breiðablik Kopavogur Vice-champion d'Islande 2009 - Glasgow City LFC Champion d'Écosse 2009 - FCM Târgu Mureş Champion de Roumanie 2009-2010 - ŽNK SFK 2000 Sarajevo Champion de Malte 2009-2010 - SU 1er Décembre Champion du Portugal 2009-2010 - ASA Tel-Aviv Champion d'Israël 2009-2010 - FC NSA Sofia Champion de Bulgarie 2009-2010 | - FCR Duisbourg Vice-champion d'Allemagne 2009-2010 - Umeå IK Vice-champion de Suède 2009 - FCF Juvisy Vice-champion de France 2009-2010 - Everton LFC Vice-champion d'Angleterre 2009-2010 - WFC Rossiyanka Vice-champion de Russie 2009 - Brøndby IF Vice-champion du Danemark 2009-2010 - ASDCF Bardolino Vérone Vice-champion d'Italie 2009-2010 - Breiðablik Kopavogur Vice-champion d'Islande 2009 - Glasgow City LFC Champion d'Écosse 2009 - FCM Târgu Mureş Champion de Roumanie 2009-2010 - ŽNK SFK 2000 Sarajevo Champion de Malte 2009-2010 - SU 1er Décembre Champion du Portugal 2009-2010 - ASA Tel-Aviv Champion d'Israël 2009-2010 - FC NSA Sofia Champion de Bulgarie 2009-2010 | - FCR Duisbourg Vice-champion d'Allemagne 2009-2010 - Umeå IK Vice-champion de Suède 2009 - FCF Juvisy Vice-champion de France 2009-2010 - Everton LFC Vice-champion d'Angleterre 2009-2010 - WFC Rossiyanka Vice-champion de Russie 2009 - Brøndby IF Vice-champion du Danemark 2009-2010 - ASDCF Bardolino Vérone Vice-champion d'Italie 2009-2010 - Breiðablik Kopavogur Vice-champion d'Islande 2009 - Glasgow City LFC Champion d'Écosse 2009 - FCM Târgu Mureş Champion de Roumanie 2009-2010 - ŽNK SFK 2000 Sarajevo Champion de Malte 2009-2010 - SU 1er Décembre Champion du Portugal 2009-2010 - ASA Tel-Aviv Champion d'Israël 2009-2010 - FC NSA Sofia Champion de Bulgarie 2009-2010 | - FCR Duisbourg Vice-champion d'Allemagne 2009-2010 - Umeå IK Vice-champion de Suède 2009 - FCF Juvisy Vice-champion de France 2009-2010 - Everton LFC Vice-champion d'Angleterre 2009-2010 - WFC Rossiyanka Vice-champion de Russie 2009 - Brøndby IF Vice-champion du Danemark 2009-2010 - ASDCF Bardolino Vérone Vice-champion d'Italie 2009-2010 - Breiðablik Kopavogur Vice-champion d'Islande 2009 - Glasgow City LFC Champion d'Écosse 2009 - FCM Târgu Mureş Champion de Roumanie 2009-2010 - ŽNK SFK 2000 Sarajevo Champion de Malte 2009-2010 - SU 1er Décembre Champion du Portugal 2009-2010 - ASA Tel-Aviv Champion d'Israël 2009-2010 - FC NSA Sofia Champion de Bulgarie 2009-2010 | - FCR Duisbourg Vice-champion d'Allemagne 2009-2010 - Umeå IK Vice-champion de Suède 2009 - FCF Juvisy Vice-champion de France 2009-2010 - Everton LFC Vice-champion d'Angleterre 2009-2010 - WFC Rossiyanka Vice-champion de Russie 2009 - Brøndby IF Vice-champion du Danemark 2009-2010 - ASDCF Bardolino Vérone Vice-champion d'Italie 2009-2010 - Breiðablik Kopavogur Vice-champion d'Islande 2009 - Glasgow City LFC Champion d'Écosse 2009 - FCM Târgu Mureş Champion de Roumanie 2009-2010 - ŽNK SFK 2000 Sarajevo Champion de Malte 2009-2010 - SU 1er Décembre Champion du Portugal 2009-2010 - ASA Tel-Aviv Champion d'Israël 2009-2010 - FC NSA Sofia Champion de Bulgarie 2009-2010 | - FCR Duisbourg Vice-champion d'Allemagne 2009-2010 - Umeå IK Vice-champion de Suède 2009 - FCF Juvisy Vice-champion de France 2009-2010 - Everton LFC Vice-champion d'Angleterre 2009-2010 - WFC Rossiyanka Vice-champion de Russie 2009 - Brøndby IF Vice-champion du Danemark 2009-2010 - ASDCF Bardolino Vérone Vice-champion d'Italie 2009-2010 - Breiðablik Kopavogur Vice-champion d'Islande 2009 - Glasgow City LFC Champion d'Écosse 2009 - FCM Târgu Mureş Champion de Roumanie 2009-2010 - ŽNK SFK 2000 Sarajevo Champion de Malte 2009-2010 - SU 1er Décembre Champion du Portugal 2009-2010 - ASA Tel-Aviv Champion d'Israël 2009-2010 - FC NSA Sofia Champion de Bulgarie 2009-2010 | - FCR Duisbourg Vice-champion d'Allemagne 2009-2010 - Umeå IK Vice-champion de Suède 2009 - FCF Juvisy Vice-champion de France 2009-2010 - Everton LFC Vice-champion d'Angleterre 2009-2010 - WFC Rossiyanka Vice-champion de Russie 2009 - Brøndby IF Vice-champion du Danemark 2009-2010 - ASDCF Bardolino Vérone Vice-champion d'Italie 2009-2010 - Breiðablik Kopavogur Vice-champion d'Islande 2009 - Glasgow City LFC Champion d'Écosse 2009 - FCM Târgu Mureş Champion de Roumanie 2009-2010 - ŽNK SFK 2000 Sarajevo Champion de Malte 2009-2010 - SU 1er Décembre Champion du Portugal 2009-2010 - ASA Tel-Aviv Champion d'Israël 2009-2010 - FC NSA Sofia Champion de Bulgarie 2009-2010 | - FCR Duisbourg Vice-champion d'Allemagne 2009-2010 - Umeå IK Vice-champion de Suède 2009 - FCF Juvisy Vice-champion de France 2009-2010 - Everton LFC Vice-champion d'Angleterre 2009-2010 - WFC Rossiyanka Vice-champion de Russie 2009 - Brøndby IF Vice-champion du Danemark 2009-2010 - ASDCF Bardolino Vérone Vice-champion d'Italie 2009-2010 - Breiðablik Kopavogur Vice-champion d'Islande 2009 - Glasgow City LFC Champion d'Écosse 2009 - FCM Târgu Mureş Champion de Roumanie 2009-2010 - ŽNK SFK 2000 Sarajevo Champion de Malte 2009-2010 - SU 1er Décembre Champion du Portugal 2009-2010 - ASA Tel-Aviv Champion d'Israël 2009-2010 - FC NSA Sofia Champion de Bulgarie 2009-2010 | - FC Roma Calfa Champion de Moldavie 2009-2010 - ŽNK Krka Champion de Slovénie 2009-2010 - FK Gintra Universitetas Champion de Lituanie 2009 - Swansea City LFC Champion du pays de Galles 2009-2010 - ŠK Slovan Bratislava Champion de Slovaquie 2009-2010 - St. Francis Football Club Vainqueur de la Coupe d'Irlande 2009 - ŽNK Osijek Champion de Croatie 2009-2010 - KÍ Klaksvík Champion des Îles Féroé 2009 - FK Borec Champion de Macédoine 2009-2010 - CS Newtownabbey Champion d'Irlande du Nord 2009 - Apollon Limassol LFC Champion de Chypre 2009-2010 - FC Levadia Tallinn (en) Champion d'Estonie 2009 - FC Baia Zougdidi Champion de Géorgie 2009-2010 - Gazi Üniversitesispor (en) Champion de Turquie 2009-2010 | - FC Roma Calfa Champion de Moldavie 2009-2010 - ŽNK Krka Champion de Slovénie 2009-2010 - FK Gintra Universitetas Champion de Lituanie 2009 - Swansea City LFC Champion du pays de Galles 2009-2010 - ŠK Slovan Bratislava Champion de Slovaquie 2009-2010 - St. Francis Football Club Vainqueur de la Coupe d'Irlande 2009 - ŽNK Osijek Champion de Croatie 2009-2010 - KÍ Klaksvík Champion des Îles Féroé 2009 - FK Borec Champion de Macédoine 2009-2010 - CS Newtownabbey Champion d'Irlande du Nord 2009 - Apollon Limassol LFC Champion de Chypre 2009-2010 - FC Levadia Tallinn (en) Champion d'Estonie 2009 - FC Baia Zougdidi Champion de Géorgie 2009-2010 - Gazi Üniversitesispor (en) Champion de Turquie 2009-2010 | - FC Roma Calfa Champion de Moldavie 2009-2010 - ŽNK Krka Champion de Slovénie 2009-2010 - FK Gintra Universitetas Champion de Lituanie 2009 - Swansea City LFC Champion du pays de Galles 2009-2010 - ŠK Slovan Bratislava Champion de Slovaquie 2009-2010 - St. Francis Football Club Vainqueur de la Coupe d'Irlande 2009 - ŽNK Osijek Champion de Croatie 2009-2010 - KÍ Klaksvík Champion des Îles Féroé 2009 - FK Borec Champion de Macédoine 2009-2010 - CS Newtownabbey Champion d'Irlande du Nord 2009 - Apollon Limassol LFC Champion de Chypre 2009-2010 - FC Levadia Tallinn (en) Champion d'Estonie 2009 - FC Baia Zougdidi Champion de Géorgie 2009-2010 - Gazi Üniversitesispor (en) Champion de Turquie 2009-2010 | - FC Roma Calfa Champion de Moldavie 2009-2010 - ŽNK Krka Champion de Slovénie 2009-2010 - FK Gintra Universitetas Champion de Lituanie 2009 - Swansea City LFC Champion du pays de Galles 2009-2010 - ŠK Slovan Bratislava Champion de Slovaquie 2009-2010 - St. Francis Football Club Vainqueur de la Coupe d'Irlande 2009 - ŽNK Osijek Champion de Croatie 2009-2010 - KÍ Klaksvík Champion des Îles Féroé 2009 - FK Borec Champion de Macédoine 2009-2010 - CS Newtownabbey Champion d'Irlande du Nord 2009 - Apollon Limassol LFC Champion de Chypre 2009-2010 - FC Levadia Tallinn (en) Champion d'Estonie 2009 - FC Baia Zougdidi Champion de Géorgie 2009-2010 - Gazi Üniversitesispor (en) Champion de Turquie 2009-2010 | - FC Roma Calfa Champion de Moldavie 2009-2010 - ŽNK Krka Champion de Slovénie 2009-2010 - FK Gintra Universitetas Champion de Lituanie 2009 - Swansea City LFC Champion du pays de Galles 2009-2010 - ŠK Slovan Bratislava Champion de Slovaquie 2009-2010 - St. Francis Football Club Vainqueur de la Coupe d'Irlande 2009 - ŽNK Osijek Champion de Croatie 2009-2010 - KÍ Klaksvík Champion des Îles Féroé 2009 - FK Borec Champion de Macédoine 2009-2010 - CS Newtownabbey Champion d'Irlande du Nord 2009 - Apollon Limassol LFC Champion de Chypre 2009-2010 - FC Levadia Tallinn (en) Champion d'Estonie 2009 - FC Baia Zougdidi Champion de Géorgie 2009-2010 - Gazi Üniversitesispor (en) Champion de Turquie 2009-2010 | - FC Roma Calfa Champion de Moldavie 2009-2010 - ŽNK Krka Champion de Slovénie 2009-2010 - FK Gintra Universitetas Champion de Lituanie 2009 - Swansea City LFC Champion du pays de Galles 2009-2010 - ŠK Slovan Bratislava Champion de Slovaquie 2009-2010 - St. Francis Football Club Vainqueur de la Coupe d'Irlande 2009 - ŽNK Osijek Champion de Croatie 2009-2010 - KÍ Klaksvík Champion des Îles Féroé 2009 - FK Borec Champion de Macédoine 2009-2010 - CS Newtownabbey Champion d'Irlande du Nord 2009 - Apollon Limassol LFC Champion de Chypre 2009-2010 - FC Levadia Tallinn (en) Champion d'Estonie 2009 - FC Baia Zougdidi Champion de Géorgie 2009-2010 - Gazi Üniversitesispor (en) Champion de Turquie 2009-2010 | - FC Roma Calfa Champion de Moldavie 2009-2010 - ŽNK Krka Champion de Slovénie 2009-2010 - FK Gintra Universitetas Champion de Lituanie 2009 - Swansea City LFC Champion du pays de Galles 2009-2010 - ŠK Slovan Bratislava Champion de Slovaquie 2009-2010 - St. Francis Football Club Vainqueur de la Coupe d'Irlande 2009 - ŽNK Osijek Champion de Croatie 2009-2010 - KÍ Klaksvík Champion des Îles Féroé 2009 - FK Borec Champion de Macédoine 2009-2010 - CS Newtownabbey Champion d'Irlande du Nord 2009 - Apollon Limassol LFC Champion de Chypre 2009-2010 - FC Levadia Tallinn (en) Champion d'Estonie 2009 - FC Baia Zougdidi Champion de Géorgie 2009-2010 - Gazi Üniversitesispor (en) Champion de Turquie 2009-2010 | - FC Roma Calfa Champion de Moldavie 2009-2010 - ŽNK Krka Champion de Slovénie 2009-2010 - FK Gintra Universitetas Champion de Lituanie 2009 - Swansea City LFC Champion du pays de Galles 2009-2010 - ŠK Slovan Bratislava Champion de Slovaquie 2009-2010 - St. Francis Football Club Vainqueur de la Coupe d'Irlande 2009 - ŽNK Osijek Champion de Croatie 2009-2010 - KÍ Klaksvík Champion des Îles Féroé 2009 - FK Borec Champion de Macédoine 2009-2010 - CS Newtownabbey Champion d'Irlande du Nord 2009 - Apollon Limassol LFC Champion de Chypre 2009-2010 - FC Levadia Tallinn (en) Champion d'Estonie 2009 - FC Baia Zougdidi Champion de Géorgie 2009-2010 - Gazi Üniversitesispor (en) Champion de Turquie 2009-2010 |

## Calendrier de la compétition
| Nom                           | Date aller                    | Date retour                   | Équipes participantes         | Équipes restantes             | Date tirage au sort           |
| Phase de qualification (2010) | Phase de qualification (2010) | Phase de qualification (2010) | Phase de qualification (2010) | Phase de qualification (2010) | Phase de qualification (2010) |
| ----------------------------- | ----------------------------- | ----------------------------- | ----------------------------- | ----------------------------- | ----------------------------- |
| Phase de qualification        | du 5 au 10 août               | du 5 au 10 août               | 28                            | 32                            | 23 juin                       |
| Phase finale (2010-2011)      |                               |                               |                               |                               |                               |
| Seizièmes de finale           | 22-23 septembre               | 13-14 octobre                 | 32                            | 16                            | 19 août                       |
| Huitièmes de finale           | 3-4 novembre                  | 10-11 novembre                | 16                            | 8                             | 19 août                       |
| Quarts de finale              | 16-17 mars                    | 23-24 mars                    | 8                             | 4                             | 19 novembre                   |
| Demi-finale                   | 9-10 avril                    | 16-17 avril                   | 4                             | 2                             | 19 novembre                   |
| Finale                        | jeudi 26 mai                  | jeudi 26 mai                  | 2                             | 1                             | 19 novembre                   |

## Phase de qualification
La phase de groupes est composée de sept groupes de quatre équipes réparties dans les chapeaux suivants selon le coefficient UEFA des clubs à l'issue de la saison 2008-2009 :
| Chapeau 1              | Coeff. | Chapeau 2               | Coeff. | Chapeau 3            | Coeff. | Chapeau 4                  | Coeff. |
| ---------------------- | ------ | ----------------------- | ------ | -------------------- | ------ | -------------------------- | ------ |
| Umeå IK                | 73,275 | Breiðablik Kopavogur    | 17,240 | KÍ Klaksvík          | 3,325  | St. Francis Football Club  | 0,990  |
| FCR Duisbourg          | 43,420 | ŽNK SFK 2000 Sarajevo   | 09,310 | FCM Târgu Mureş      | 2,475  | CS Newtownabbey            | 0,830  |
| Brøndby IF             | 42,560 | SU 1er Décembre         | 09,310 | ŽNK Osijek           | 2,325  | FK Borec                   | 0,495  |
| WFC Rossiyanka         | 30,840 | FC NSA Sofia            | 06,815 | ASA Tel-Aviv         | 2,145  | Apollon Limassol LFC       | 0,000  |
| ASDCF Bardolino Vérone | 28,905 | ŽNK Krka                | 06,315 | FC Roma Calfa        | 1,815  | FC Levadia Tallinn (en)    | 0,000  |
| Everton LFC            | 20,840 | FK Gintra Universitetas | 05,985 | Swansea City LFC     | 1,155  | FC Baia Zougdidi           | 0,000  |
| FCF Juvisy             | 18,170 | Glasgow City LFC        | 04,975 | ŠK Slovan Bratislava | 1,155  | Gazi Üniversitesispor (en) | 0,000  |

### Groupe A
Les matchs se déroulent à Brøndby au Danemark.
| Rang | Équipe                     | Pts | J | G | N | P | Bp | Bc | Diff |
| ---- | -------------------------- | --- | - | - | - | - | -- | -- | ---- |
| 1    | Brøndby IF                 | 9   | 3 | 3 | 0 | 0 | 21 | 0  | +21  |
| 2    | FC NSA Sofia               | 6   | 3 | 2 | 0 | 1 | 11 | 3  | +8   |
| 3    | FC Roma Calfa              | 1   | 3 | 0 | 1 | 2 | 3  | 13 | -10  |
| 4    | Gazi Üniversitesispor (en) | 1   | 3 | 0 | 1 | 2 | 3  | 22 | -19  |

| Résultats (▼dom., ►ext.)   |  |      |     |     |
| Brøndby IF                 |  | 12-0 | 3-0 | 6-0 |
| Gazi Üniversitesispor (en) |  |      | 0-7 | 3-3 |
| FC NSA Sofia               |  |      |     | 4-0 |
| FC Roma Calfa              |  |      |     |     |

### Groupe B
Les matchs se déroulent à Šiauliai et Pakruojis en Lituanie.
| Rang | Équipe                  | Pts | J | G | N | P | Bp | Bc | Diff |
| ---- | ----------------------- | --- | - | - | - | - | -- | -- | ---- |
| 1    | Everton LFC             | 9   | 3 | 3 | 0 | 0 | 23 | 0  | +23  |
| 2    | FK Gintra Universitetas | 4   | 3 | 1 | 1 | 1 | 4  | 7  | -3   |
| 3    | KÍ Klaksvík             | 4   | 3 | 1 | 1 | 1 | 2  | 6  | -4   |
| 4    | FK Borec                | 0   | 3 | 0 | 0 | 3 | 0  | 16 | -16  |

| Résultats (▼dom., ►ext.) |  |      |     |     |
| FK Borec                 |  | 0-10 | 0-4 | 0-2 |
| Everton LFC              |  |      | 7-0 | 6-0 |
| FK Gintra Universitetas  |  |      |     | 0-0 |
| KÍ Klaksvík              |  |      |     |     |

### Groupe C
Les matchs se déroulent à Larnaca et Limassol à Chypre.
| Rang | Équipe                | Pts | J | G | N | P | Bp | Bc | Diff |
| ---- | --------------------- | --- | - | - | - | - | -- | -- | ---- |
| 1    | Apollon Limassol LFC  | 9   | 3 | 3 | 0 | 0 | 13 | 2  | +11  |
| 2    | Umeå IK               | 6   | 3 | 2 | 0 | 1 | 5  | 4  | +1   |
| 3    | ASA Tel-Aviv          | 3   | 3 | 1 | 0 | 2 | 3  | 7  | -4   |
| 4    | ŽNK SFK 2000 Sarajevo | 0   | 3 | 0 | 0 | 3 | 2  | 10 | -8   |

| Résultats (▼dom., ►ext.) |  |     |     |     |
| Apollon Limassol LFC     |  | 6-1 | 3-0 | 4-1 |
| ŽNK SFK 2000 Sarajevo    |  |     | 1-3 | 0-1 |
| ASA Tel-Aviv             |  |     |     | 0-3 |
| Umeå IK                  |  |     |     |     |

### Groupe D
Les matchs se déroulent à Kópavogur et Reykjavik en Islande.
| Rang | Équipe                  | Pts | J | G | N | P | Bp | Bc | Diff |
| ---- | ----------------------- | --- | - | - | - | - | -- | -- | ---- |
| 1    | FCF Juvisy              | 7   | 3 | 2 | 1 | 0 | 20 | 4  | +16  |
| 2    | Breiðablik Kopavogur    | 7   | 3 | 2 | 1 | 0 | 18 | 4  | +14  |
| 3    | FCM Târgu Mureş         | 3   | 3 | 1 | 0 | 2 | 3  | 13 | -10  |
| 4    | FC Levadia Tallinn (en) | 0   | 3 | 0 | 0 | 3 | 2  | 22 | -20  |

| Résultats (▼dom., ►ext.) |  |     |      |     |
| Breiðablik Kopavogur     |  | 3-3 | 8-1  | 7-0 |
| FCF Juvisy               |  |     | 12-0 | 5-1 |
| FC Levadia Tallinn (en)  |  |     |      | 1-2 |
| FCM Târgu Mureş          |  |     |      |     |

### Groupe E
Les matchs se déroulent à Krško et Ivančna Gorica en Slovénie.
| Rang | Équipe                 | Pts | J | G | N | P | Bp | Bc | Diff |
| ---- | ---------------------- | --- | - | - | - | - | -- | -- | ---- |
| 1    | ASDCF Bardolino Vérone | 9   | 3 | 3 | 0 | 0 | 14 | 1  | +13  |
| 2    | ŽNK Krka               | 6   | 3 | 2 | 0 | 1 | 9  | 4  | +5   |
| 3    | Swansea City LFC       | 3   | 3 | 1 | 0 | 2 | 2  | 12 | -10  |
| 4    | FC Baia Zougdidi       | 0   | 3 | 0 | 0 | 3 | 1  | 9  | -8   |

| Résultats (▼dom., ►ext.) |  |     |     |     |
| FC Baia Zougdidi         |  | 0-3 | 0-4 | 1-2 |
| ASDCF Bardolino Vérone   |  |     | 4-1 | 7-0 |
| ŽNK Krka                 |  |     |     | 4-0 |
| Swansea City LFC         |  |     |     |     |

### Groupe F
Les matchs se déroulent à Osijek et Vinkovci en Croatie.
| Rang | Équipe          | Pts | J | G | N | P | Bp | Bc | Diff |
| ---- | --------------- | --- | - | - | - | - | -- | -- | ---- |
| 1    | WFC Rossiyanka  | 9   | 3 | 3 | 0 | 0 | 18 | 1  | +17  |
| 2    | St. Francis     | 6   | 3 | 2 | 0 | 1 | 9  | 13 | -4   |
| 3    | SU 1er Décembre | 3   | 3 | 1 | 0 | 2 | 6  | 9  | -3   |
| 4    | ŽNK Osijek      | 0   | 3 | 0 | 0 | 3 | 4  | 14 | -10  |

| Résultats (▼dom., ►ext.) |  |     |     |     |
| SU 1er Décembre          |  | 4-1 | 1-4 | 1-4 |
| ŽNK Osijek               |  |     | 3-5 | 0-5 |
| St. Francis              |  |     |     | 0-9 |
| WFC Rossiyanka           |  |     |     |     |

### Groupe G
Les matchs se déroulent à Ballymena, Dungannon et Castledawson en Irlande du Nord.
| Rang | Équipe               | Pts | J | G | N | P | Bp | Bc | Diff |
| ---- | -------------------- | --- | - | - | - | - | -- | -- | ---- |
| 1    | FCR Duisbourg        | 9   | 3 | 3 | 0 | 0 | 13 | 1  | +12  |
| 2    | Glasgow City LFC     | 6   | 3 | 2 | 0 | 1 | 12 | 4  | +8   |
| 3    | ŠK Slovan Bratislava | 3   | 3 | 1 | 0 | 2 | 1  | 7  | -6   |
| 4    | CS Newtownabbey      | 0   | 3 | 0 | 0 | 3 | 1  | 15 | -14  |

| Résultats (▼dom., ►ext.) |  |     |     |     |
| ŠK Slovan Bratislava     |  | 1-0 | 0-3 | 0-4 |
| CS Newtownabbey          |  |     | 1-6 | 0-8 |
| FCR Duisbourg            |  |     |     | 4-0 |
| Glasgow City LFC         |  |     |     |     |

### Deuxièmes des groupes
Les résultats des deuxièmes de chaque groupe sont repris dans un autre classement où l'on ne tient compte que des résultats face aux premiers et au troisièmes de chaque groupe, les deux meilleurs se qualifient également pour les seizièmes de finale.
| Rang | Équipe                    | Pts | J | G | N | P | Bp | Bc | Diff |
| ---- | ------------------------- | --- | - | - | - | - | -- | -- | ---- |
| 1    | Breiðablik Kopavogur      | 4   | 2 | 1 | 1 | 0 | 10 | 3  | +7   |
| 2    | ŽNK Krka                  | 3   | 2 | 1 | 0 | 1 | 5  | 4  | +1   |
| 3    | FC NSA Sofia              | 3   | 2 | 1 | 0 | 1 | 4  | 3  | +1   |
| 4    | Umeå IK                   | 3   | 2 | 1 | 0 | 1 | 4  | 4  | 0    |
| 5    | Glasgow City LFC          | 3   | 2 | 1 | 0 | 1 | 4  | 4  | 0    |
| 6    | St. Francis Football Club | 3   | 2 | 1 | 0 | 1 | 4  | 10 | -6   |
| 7    | FK Gintra Universitetas   | 1   | 2 | 0 | 1 | 1 | 0  | 7  | -7   |

## Phase finale
Valur Reykjavik
Breiðablik Kopavogur
La phase finale oppose les vingt-trois équipes qualifiées directement, les premiers de chaque groupe et les deux meilleurs deuxième lors de matchs aller-retour selon un tirage au sort avec têtes de séries pour les seizièmes de finale puis intégral à partir des huitièmes de finale. Les têtes de série pour les seizièmes de finale sont définies selon le coefficient UEFA 2008-2009 des clubs :
| Tête de série                    | Coeff. | Non tête de série              | Coeff. |
| -------------------------------- | ------ | ------------------------------ | ------ |
| FFC Turbine Potsdam              | 66,420 | Breiðablik Kopavogur (Qualif.) | 17,240 |
| Arsenal LFC                      | 64,840 | ŽFK Mašinac PZP Niš            | 15,960 |
| Olympique lyonnais               | 44,170 | Fortuna Hjørring               | 10,560 |
| FCR Duisbourg (Qualif.)          | 43,420 | AZ Alkmaar                     | 08,440 |
| Brøndby IF (Qualif.)             | 42,560 | FC Legenda Tchernihiv          | 06,960 |
| Zvezda 2005                      | 35,840 | PAOK Salonique                 | 06,805 |
| WFC Rossiyanka (Qualif.)         | 30,840 | FCF Zürich                     | 06,790 |
| ASDCF Bardolino Vérone (Qualif.) | 28,905 | Rayo Vallecano                 | 06,435 |
| Valur Reykjavik                  | 27,240 | ŽNK Krka (Qualif.)             | 06,315 |
| AC Sparta Prague                 | 22,605 | Zvyazda-BDU Minsk              | 05,940 |
| Linköpings FC                    | 22,275 | Saint-Trond VV                 | 04,950 |
| SV Neulengbach                   | 21,945 | CSHVSM Kairat                  | 04,950 |
| Everton LFC (Qualif.)            | 20,840 | RTP Unia Racibórz              | 04,455 |
| FCF Juvisy (Qualif.)             | 18,170 | MTK Budapest (en)              | 03,805 |
| Torres CF                        | 16,405 | Åland United                   | 02,805 |
| Røa IL                           | 14,910 | Apollon Limassol LFC (Qualif.) | 00,000 |

### Seizièmes de finale
| Pays | Club                  | Aller | Retour | Club                   | Pays |
| ---- | --------------------- | ----- | ------ | ---------------------- | ---- |
|      | Saint-Trond VV        | 0-3   | 0-7    | AC Sparta Prague       |      |
|      | FC Legenda Tchernihiv | 1-3   | 0-4    | WFC Rossiyanka         |      |
|      | ŽFK Mašinac PZP Niš   | 1-3   | 0-9    | Arsenal LFC            |      |
|      | CSHVSM Kairat         | 0-5   | 0-6    | FCR Duisbourg          |      |
|      | MTK Budapest (en)     | 0-0   | 1-7    | Everton LFC            |      |
|      | Breiðablik Kopavogur  | 0-3   | 0-6    | FCF Juvisy             |      |
|      | PAOK Salonique        | 1-0   | 0-3    | SV Neulengbach         |      |
|      | ŽNK Krka              | 0-7   | 0-5    | Linköpings FC          |      |
|      | Rayo Vallecano        | 3-0   | 1-1    | Valur Reykjavik        |      |
|      | Åland United          | 0-9   | 0-6    | FFC Turbine Potsdam    |      |
|      | AZ Alkmaar            | 1-2   | 0-8    | Olympique lyonnais     |      |
|      | Zvyazda-BDU Minsk     | 1-2   | 0-0    | Røa IL                 |      |
|      | Fortuna Hjørring      | 8-0   | 6-1    | ASDCF Bardolino Vérone |      |
|      | RTP Unia Racibórz     | 1-2   | 1-0    | Brøndby IF             |      |
|      | Apollon Limassol LFC  | 1-2   | 1-2    | Zvezda 2005            |      |
|      | FCF Zürich            | 2-3   | 1-4    | Torres CF              |      |

### Huitièmes de finale
| Pays | Club                | Aller | Retour     | Club               | Pays |
| ---- | ------------------- | ----- | ---------- | ------------------ | ---- |
|      | FCR Duisbourg       | 4-2   | 3-0        | Fortuna Hjørring   |      |
|      | Rayo Vallecano      | 2-0   | 1-4        | Arsenal LFC        |      |
|      | WFC Rossiyanka      | 1-6   | 0-5        | Olympique lyonnais |      |
|      | Brøndby IF          | 1-4   | 1-1        | Everton LFC        |      |
|      | Torres CF           | 1-2   | 2-2 (a.p.) | FCF Juvisy         |      |
|      | FFC Turbine Potsdam | 7-0   | 9-0        | SV Neulengbach     |      |
|      | Linköpings FC       | 2-0   | 1-0        | AC Sparta Prague   |      |
|      | Røa IL              | 1-1   | 0-4        | Zvezda 2005        |      |

### Tableau
|  | Quarts de finale    | Quarts de finale    | Quarts de finale    | Quarts de finale    |                    |                    | Demi-finales       | Demi-finales       | Demi-finales       | Demi-finales       |  |  | Finale      | Finale      | Finale      | Finale      |
|  |                     |                     |                     |                     |                    |                    |                    |                    |                    |                    |  |  |             |             |             |             |
|  | 17 et 23 mars 2011  | 17 et 23 mars 2011  | 17 et 23 mars 2011  | 17 et 23 mars 2011  |                    |                    | 9 et 16 avril 2011 | 9 et 16 avril 2011 | 9 et 16 avril 2011 | 9 et 16 avril 2011 |  |  | 26 mai 2011 | 26 mai 2011 | 26 mai 2011 | 26 mai 2011 |
|  | 17 et 23 mars 2011  | 17 et 23 mars 2011  | 17 et 23 mars 2011  | 17 et 23 mars 2011  |                    |                    | 9 et 16 avril 2011 | 9 et 16 avril 2011 | 9 et 16 avril 2011 | 9 et 16 avril 2011 |  |  | 26 mai 2011 | 26 mai 2011 | 26 mai 2011 | 26 mai 2011 |
|  | Zvezda 2005         | Zvezda 2005         | 0                   | 0                   |                    |                    | 9 et 16 avril 2011 | 9 et 16 avril 2011 | 9 et 16 avril 2011 | 9 et 16 avril 2011 |  |  | 26 mai 2011 | 26 mai 2011 | 26 mai 2011 | 26 mai 2011 |
|  | Zvezda 2005         | Zvezda 2005         | 0                   | 0                   |                    |                    | 9 et 16 avril 2011 | 9 et 16 avril 2011 | 9 et 16 avril 2011 | 9 et 16 avril 2011 |  |  | 26 mai 2011 | 26 mai 2011 | 26 mai 2011 | 26 mai 2011 |
|  | Olympique lyonnais  | Olympique lyonnais  | 0                   | 1                   |                    |                    | 9 et 16 avril 2011 | 9 et 16 avril 2011 | 9 et 16 avril 2011 | 9 et 16 avril 2011 |  |  | 26 mai 2011 | 26 mai 2011 | 26 mai 2011 | 26 mai 2011 |
|  | Olympique lyonnais  | Olympique lyonnais  | 0                   | 1                   | Olympique lyonnais | Olympique lyonnais | 2                  | 3                  |                    |                    |  |  | 26 mai 2011 | 26 mai 2011 | 26 mai 2011 | 26 mai 2011 |
|  | 17 et 23 mars 2011  |                     |                     |                     | Olympique lyonnais | Olympique lyonnais | 2                  | 3                  |                    |                    |  |  | 26 mai 2011 | 26 mai 2011 | 26 mai 2011 | 26 mai 2011 |
|  |                     |                     | Arsenal LFC         | Arsenal LFC         | 0                  | 2                  |                    |                    |                    |                    |  |  | 26 mai 2011 | 26 mai 2011 | 26 mai 2011 | 26 mai 2011 |
|  | Arsenal LFC         | Arsenal LFC         | Arsenal LFC         | Arsenal LFC         | 0                  | 2                  | 1                  | 2                  |                    |                    |  |  | 26 mai 2011 | 26 mai 2011 | 26 mai 2011 | 26 mai 2011 |
|  | Arsenal LFC         | Arsenal LFC         | 9 et 17 avril 2011  |                     |                    |                    | 1                  | 2                  |                    |                    |  |  | 26 mai 2011 | 26 mai 2011 | 26 mai 2011 | 26 mai 2011 |
|  | Linköpings FC       | Linköpings FC       | 1                   | 2                   |                    |                    |                    |                    |                    |                    |  |  | 26 mai 2011 | 26 mai 2011 | 26 mai 2011 | 26 mai 2011 |
|  | Linköpings FC       | Linköpings FC       | 1                   | 2                   | Olympique lyonnais | Olympique lyonnais | 2                  | 2                  |                    |                    |  |  |             |             |             |             |
|  | 17 et 23 mars 2011  |                     |                     |                     | Olympique lyonnais | Olympique lyonnais | 2                  | 2                  |                    |                    |  |  |             |             |             |             |
|  |                     |                     | FFC Turbine Potsdam | FFC Turbine Potsdam | 0                  | 0                  |                    |                    |                    |                    |  |  |             |             |             |             |
|  | Everton LFC         | Everton LFC         | FFC Turbine Potsdam | FFC Turbine Potsdam | 0                  | 0                  | 1                  | 1                  |                    |                    |  |  |             |             |             |             |
|  | Everton LFC         | Everton LFC         |                     |                     |                    |                    |                    |                    |                    |                    |  |  |             |             |             |             |
|  | FCR Duisbourg       | FCR Duisbourg       | 3                   | 2                   |                    |                    |                    |                    |                    |                    |  |  |             |             |             |             |
|  | FCR Duisbourg       | FCR Duisbourg       | 3                   | 2                   | FCR Duisbourg      | FCR Duisbourg      | 2                  | 0                  |                    |                    |  |  |             |             |             |             |
|  | 16 et 23 mars 2011  |                     |                     |                     | FCR Duisbourg      | FCR Duisbourg      | 2                  | 0                  |                    |                    |  |  |             |             |             |             |
|  |                     |                     | FFC Turbine Potsdam | FFC Turbine Potsdam | 2                  | 1                  |                    |                    |                    |                    |  |  |             |             |             |             |
|  | FCF Juvisy          | FCF Juvisy          | FFC Turbine Potsdam | FFC Turbine Potsdam | 2                  | 1                  | 0                  | 2                  |                    |                    |  |  |             |             |             |             |
|  | FCF Juvisy          | FCF Juvisy          |                     |                     |                    |                    |                    | 2                  |                    |                    |  |  |             |             |             |             |
|  | FFC Turbine Potsdam | FFC Turbine Potsdam | 3                   | 6                   |                    |                    |                    |                    |                    |                    |  |  |             |             |             |             |
|  | FFC Turbine Potsdam | FFC Turbine Potsdam | 3                   | 6                   |                    |                    |                    |                    |                    |                    |  |  |             |             |             |             |
|  |                     |                     |                     |                     |                    |                    |                    |                    |                    |                    |  |  |             |             |             |             |

### Quarts de finale
| Pays | Club        | Aller | Retour | Club                | Pays |
| ---- | ----------- | ----- | ------ | ------------------- | ---- |
|      | Zvezda 2005 | 0-0   | 0-1    | Olympique lyonnais  |      |
|      | Arsenal LFC | 1-1   | 2-2    | Linköpings FC       |      |
|      | Everton LFC | 1-3   | 1-2    | FCR Duisbourg       |      |
|      | FCF Juvisy  | 0-3   | 2-6    | FFC Turbine Potsdam |      |

### Demi-finales
| Pays | Club               | Aller | Retour | Club                | Pays |
| ---- | ------------------ | ----- | ------ | ------------------- | ---- |
|      | Olympique lyonnais | 2-0   | 3-2    | Arsenal LFC         |      |
|      | FCR Duisbourg      | 2-2   | 0-1    | FFC Turbine Potsdam |      |

### Finale
| 26 mai 2011  | Olympique lyonnais                      | 2 - 0 | FFC Turbine Potsdam | Craven Cottage, Londres                                                                                 | |
| 21 h 00 CEST | Wendie Renard 27e · Lara Dickenmann 85e |       |                     | Spectateurs : 14 303 Arbitrage : Dagmar Damková Adriana Šecova (a) Lucie Ratajova (a) Jana Adámková (q) | Spectateurs : 14 303 Arbitrage : Dagmar Damková Adriana Šecova (a) Lucie Ratajova (a) Jana Adámková (q) |
| 21 h 00 CEST | Rapport                                 |       |                     | Spectateurs : 14 303 Arbitrage : Dagmar Damková Adriana Šecova (a) Lucie Ratajova (a) Jana Adámková (q) | Spectateurs : 14 303 Arbitrage : Dagmar Damková Adriana Šecova (a) Lucie Ratajova (a) Jana Adámková (q) |

| G              | 26 | Sarah Bouhaddi     |   |     |     |
| D              | 3  | Wendie Renard      |   |     |     |
| D              | 5  | Laura Georges      |   |     |     |
| D              | 18 | Sonia Bompastor    |   |     |     |
| D              | 20 | Sabrina Viguier    |   |     |     |
| M              | 6  | Amandine Henry     |   |     |     |
| M              | 10 | Louisa Necib       | 0 |     | 55e |
| M              | 11 | Shirley Cruz Traña |   |     |     |
| A              | 8  | Lotta Schelin      |   |     |     |
| A              | 12 | Élodie Thomis      | 0 |     | 73e |
| A              | 23 | Camille Abily      | 0 | 60e |     |
| Remplaçantes : |    |                    |   |     |     |
| M              | 9  | E. Le Sommer       | 0 |     | 73e |
| M              | 21 | Lara Dickenmann    | 0 |     | 55e |
| Entraîneur :   |    |                    |   |     |     |
| Patrice Lair   |    |                    |   |     |     |

| G              | 24 | Anna Felicitas Sarholz |
| D              | 4  | Babett Peter           |
| D              | 8  | Josephine Henning      |
| D              | 15 | Inka Wesely            |
| D              | 20 | Bianca Schmidt         |
| M              | 7  | Isabel Kerschowski     |
| M              | 10 | Fatmire Bajramaj       |
| M              | 14 | Jennifer Zietz         |
| M              | 16 | Viola Odebrecht        |
| A              | 21 | Tabea Kemme            |
| A              | 31 | Anja Mittag            |
| Entraîneur :   |    |                        |
| Bernd Schröder |    |                        |

| Champion d'Europe 2011           |
| -------------------------------- |
| Drapeau de la France             |
| Olympique lyonnais Premier Titre |

## Statistiques
| Rang | Joueuse                  | Club                | Buts |
| ---- | ------------------------ | ------------------- | ---- |
| 1    | Inka Grings              | FCR Duisbourg       | 11   |
| 2    | Yuki Nagasato            | FFC Turbine Potsdam | 9    |
| 2    | Lotta Schelin            | Olympique lyonnais  | 9    |
| 4    | Anja Mittag              | FFC Turbine Potsdam | 8    |
| 5    | Cathrine Paaske-Sørensen | Fortuna Hjørring    | 7    |